# 曾以の滝
曾以の滝（そいのたき）はかつて和歌山県東牟婁郡那智勝浦町にあった滝の名称。那智四十八滝の一つであった。一ノ滝の下流にあり、平安時代末期から鎌倉時代初期の僧文覚が21日間の滝修行をした滝として文覚の滝とも呼ばれたが、2011年の平成23年台風第12号による紀伊半島豪雨で消滅した。